# Barbara (film, 2017)
Barbara är en fransk dramafilm från 2017 i regi av Mathieu Amalric.

## Utmärkelser
Filmen vann Louis Delluc-priset 2017.

## Roller (urval)
- Jeanne Balibar – Brigitte, skådespelerskan som spelar Barbara
- Mathieu Amalric – Yves Zand, regissören
- Vincent Peirani – Roland Romanelli
- Aurore Clément – Esther
- Grégoire Colin – Charley Marouani
- Pierre Michon – Jacques Tournier
  - Pierre Léon – Jacques Tournier, som ung